# کندی کرولی
کندی کرولی (انگلیسی: Candy Crowley؛ زادهٔ ۲۶ دسامبر ۱۹۴۸) یک خبرنگار اهل ایالات متحده آمریکا است.

## مجری‌گری مناظره تلویزیونی سال ۲۰۱۲ برای ریاست جمهوری ایالت متحدهٔ آمریکا
کندی کرولی مجری‌گری دومین مناظرهٔ ریاست جمهوری آمریکا در سال ۲۰۱۲ را از طرف سی‌ان‌ان به‌عهده داشت، این مناظره بین میت‌رامنی جمهوری خواه و باراک حسین اوباما دموکرات انجام می‌شد هر دو گروه صحبت‌هایی در رابطه با نحوهٔ مجری‌گری کندی کرولی انجام داده بودند. در بخشی از مناظره ریاست جمهوری ایالات متحدهٔ آمریکا مسئله قتل سفیر آمریکا در لیبی و ناتوانی دولت اوباما برای حفظ جان دیپلمات‌های این کشور مورد بحث قرار گرفت که میت رامنی، رئیس جمهوری آمریکا و وزارت خارجه وی را به پنهانکاری درباره قتل سفیر آمریکا در بنغازی متهم کرد اما کندی کراولی از شبکه CNN، در جریان این صحبت‌ها میان میت رامنی و باراک اوباما صحبت نامزد جمهوری‌خواه را قطع کرد تا به او بگوید که در حرف‌هایش درباره حملات به سفارت آمریکا در بنغازی اشتباهاتی وجود داشته است؛ و بر اساس نظرسنجی‌ها اوباما از منظره‌ای که توسط کندی کرولی ترتیب داده‌شد پیروز خارج شد. کندی کرولی در سال ۲۰۱۴ میلادی پس از ۲۷ سال خدمت‌رسانی به شبکه سی‌ان‌ان، از این شبکه بازنشسته‌شد، او از سال ۱۹۸۷ میلادی همکاری‌هایش را با شبکه سی‌ان‌ان آغاز کرده‌بود و خبرنگار ارشد سیاسی سی‌ان‌ان می‌بود.